# Bebe (canción de 6ix9ine)
«Bebe» (estilizado en mayúsculas) es una canción del rapero estadounidense 6ix9ine en colaboración del cantante puertorriqueño Anuel AA. Fue publicada el 31 de agosto de 2018, como un sencillo del álbum de estudio debut de 6ix9ine, Dummy Boy, lanzado en noviembre del mismo año.

## Producción
Es la primera canción de 6ix9ine completamente en español.
«Bebe» tiene un tempo de 102 pulsaciones por minuto.[cita requerida]

## Videoclip
El video musical fue estrenado al mismo tiempo que el sencillo. Fue grabado en Miami Beach y el Hotel Four Seasons Miami.[cita requerida]
Ha recibido más de 1.4 mil millones de visitas en YouTube. En el video, se pueden ver las banderas de México y Puerto Rico, haciendo referencia a las nacionalidades de 6ix9ine y Anuel AA.

## Posicionamiento en listas

### Semanales
| Lista                                 | Mejor posición |
| ------------------------------------- | -------------- |
| Argentina (Argentina Hot 100)         | 9              |
| Austria (Ö3 Austria Top 40)           | 75             |
| Bélgica (Ultratip Flanders)           | 35             |
| Canadá (Canadian Hot 100)             | 25             |
| Colombia (Monitor Latino)             | 10             |
| Colombia (National Report)            | 5              |
| España (Promusicae)                   | 1              |
| EE. UU. (Billboard Hot 100)           | 30             |
| EE. UU. (Hot Latin Songs)             | 1              |
| EE. UU. (Latin Airplay)               | 44             |
| EE. UU. (Latin Rhythm Airplay)        | 25             |
| Francia (SNEP)                        | 73             |
| Alemania (Offizielle Deutsche Charts) | 77             |
| Irlanda (IRMA)                        | 81             |
| Italia (FIMI)                         | 68             |
| México (Mexico Pop Espanol Airplay)   | 24             |
| Nueva Zelanda (RMNZ)                  | 17             |
| Perú (Monitor Latino)                 | 4              |
| Portugal (AFP)                        | 30             |
| Suecia (Sverigetopplistan)            | 62             |
| Suiza (Schweizer Hitparade)           | 15             |
| Reino Unido (UK Singles Chart)        | 67             |

### Anuales
| Lista                     | Posición |
| ------------------------- | -------- |
| EE. UU. (Hot Latin Songs) | 26       |

| Lista                     | Posición |
| ------------------------- | -------- |
| EE. UU. (Hot Latin Songs) | 38       |

## Certificaciones
| País           | Organismo certificador | Certificación | Ventas certificadas | Ref.   |
| -------------- | ---------------------- | ------------- | ------------------- | ------ |
| España         | Promusicae             | 2× Platino    | 80 000              | [ 27 ] |
| Estados Unidos | RIAA                   | Platino       | 1 000 000           | [ 28 ] |
| Italia         | FIMI                   | Oro           | 25 000              | [ 29 ] |
| México         | Amprofon               | Platino       | 60 000              | [ 30 ] |
| Francia        | SNEP                   | Oro           | 100 000             | [ 31 ] |